# Croupon
Een croupon is een voorbewerkte huid.
Het is een ongelooide runderhuid waarvan het deel van de flanken, de hals en de kop is verwijderd, zodat vooral de rug en het achterdeel aanwezig zijn. De croupon is al wel ontvleesd, gedroogd en soms gezouten.
Croupons worden als zodanig verhandeld als grondstof voor leerlooierijen.